# MTV Unplugged Kahedi Radio Show
MTV Unplugged Kahedi Radio Show ist ein Livealbum aus der MTV-Unplugged-Reihe. Das 42 Titel umfassende Werk stellt zugleich das erste Livealbum des Stuttgarter Hip-Hop-Künstlers Max Herre dar und enthält neben aktuellen Songs auch Titel seiner ehemaligen Band Freundeskreis. Aus dem Album, das am 13. Dezember 2013 veröffentlicht wurde, wurden die Songs Fremde (feat. Sophie Hunger) und A-N-N-A (Immer wenn es regnet) als Singles ausgekoppelt.

## Entstehung
Der Plan zur Aufnahme eines Unplugged-Albums entstand nach Eigenaussage des Künstlers Anfang 2013. Trotzdem blieb wegen des späten Beginns der Vorbereitungsphase nur wenig Zeit zum Proben. Mit dem Orchester wurde der Auftritt kaum länger als eine Woche einstudiert.
Die Show wurde im Großen Sendesaal 1 des Berliner Funkhauses Nalepastraße vor Gästen aufgezeichnet. Für die Arrangements und die musikalische Federführung waren Lillo Scrimali sowie Samon Kawamura, Max Herre und Roberto Di Gioia verantwortlich. Aus den ersten zwei Buchstaben der drei letztgenannten Nachnamen setzt sich KAHEDI zusammen. Unter diesem Namen tritt das Produktionsteam des Öfteren in Erscheinung.
Der Gesang bzw. Sprechgesang von Max Herre und geladenen Gastmusikern, darunter Samy Deluxe, Gregory Porter und Joy Denalane, wurde von einem 25-köpfigen Orchester instrumental hinterlegt. Der Großteil dieser Musiker, auch Lillo Scrimali, wirkt auch an der Fernsehshow The Voice of Germany mit, bei der Max Herre als Coach Castingshowteilnehmer betreut.
Passend zum Aufnahmeort wurde Kahedi Radio Show als Radioshow inszeniert, durch welche Fab 5 Freddy als Moderator führte.
Am Erscheinungsdatum des Albums wurde die Show in visueller Form auf den Musiksendern MTV und VIVA ausgestrahlt.

## Kritiken
Kahedi Radio Show wurde von den Kritikern durchweg positiv aufgenommen. Laut.de befand das Album beispielsweise für „einen Glanzpunkt“ vieler „Auftritte unter dem MTV-Banner“ und attestierte große „musikalische Vielfalt“ und „Intimität der Gigs“. Autor Thomas Haas bewertete das Album mit vier von fünf möglichen Sternen.

## Titelliste
CD 1:
1. KAHEDI RADIO Intro
2. Hallo Welt!
3. Aufruhr (Freedom Time) feat. Patrice
4. KAHEDI RADIO Interlude 1
5. Jeder Tag Zuviel feat. Patrice & Joy Denalane
6. Esperanto feat. Joy Denalane
7. 1ste Liebe feat. Joy Denalane
8. DuDuDu
9. KAHEDI RADIO Skit 1
10. A-N-N-A Prelude
11. A-N-N-A (Immer Wenn Es Regnet)
12. KAHEDI RADIO Skit 2
13. Rap Ist feat. Afrob & Megaloh
14. 1992 (Fab 5 Freddy Exclusive) feat. Samy Deluxe
15. Eimsbush Bis 0711 feat. Samy Deluxe
16. Einstürzen Neubauten feat. Samy Deluxe
17. Zu Elektrisch
18. Fremde feat. Sophie Hunger
19. Berlin / Tel Aviv feat. Sophie Hunger
20. Solang feat. Tua & Grace
21. Wolke 7 feat. Philipp Poisel

CD 2:
1. KAHEDI RADIO Skit 3
2. Tabula Rasa Pt. 1 feat. Gentleman & Sékou
3. Tabula Rasa Pt. 2 feat. Gentleman, Sékou, Afrob & Joy Denalane
4. FK 10
5. KAHEDI DUB / Yogibär feat. Megaloh
6. Alter Weg
7. Er Sagt, Sie Sagt
8. Wo Rennen Wir Hin?
9. Fühlt Sich Wie Fliegen An
10. KAHEDI RADIO Skit 4
11. Vida feat. Gregory Porter
12. KAHEDI RADIO Interlude 2
13. Niemand (Was Wir Nicht Tun) feat. Joy Denalane
14. KAHEDI RADIO Interlude 3
15. Mit Dir feat. Joy Denalane
16. Leg Dein Ohr Auf Die Schiene Der Geschichte feat. Grace
17. Flor Que Marchitará feat. Don Philippe & Laura López Castro
18. Wenn Der Vorhang Fällt feat. Don Philippe, Megaloh, Afrob & Grace
19. So Wundervoll feat. Gregory Porter
20. Halt Dich An Deiner Liebe Fest
21. KAHEDI RADIO Outro